# Suchecki
Suchecki (forma żeńska: Suchecka; liczba mnoga: Sucheccy) – polskie nazwisko. Na początku lat 90. XX wieku w Polsce nosiło je 5357 osób.

## Znani Sucheccy
- Benedykt Suchecki
- Janusz Suchecki
- Józef Suchecki
- Zbigniew Suchecki
- Teresa Suchecka (1910-1948), aktorka
- Henryk Suchecki (1811-1872), filolog, językoznawca
- Hubert Suchecki (1913-1984), kaszubski działacz społeczny
- Ignacy Suchecki (zm. 1803), chorąży mniejszy sieradzki, poseł
- Kazimierz Suchecki (1880-1965), leśnik
- Stanisław Suchecki (zm. 1688), kasztelan rozpierski